# Tragacantha baetica
Tragacantha baetica là một loài thực vật có hoa trong họ Đậu. Loài này được (L.) Kuntze miêu tả khoa học đầu tiên năm 1891.